# Bơm nhu động

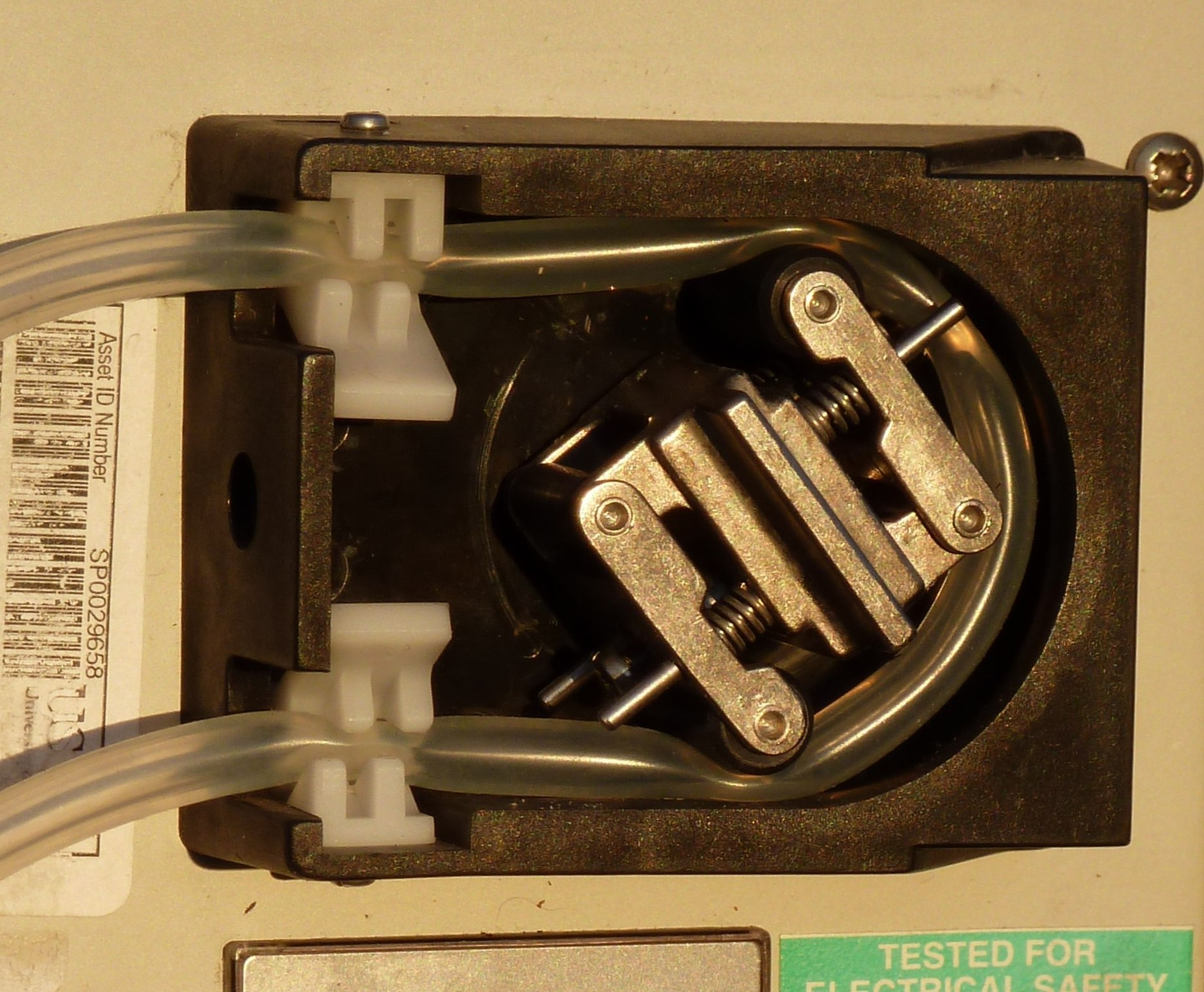
Cấu tạo bên trong của một bơm nhu động thực tế

Bơm nhu động hay bơm con lăn, tên tiếng Anh là Peristaltic pumps, là một loại bơm dịch chuyển tích cực được sử dụng để bơm nhiều loại chất lỏng. Chất lỏng được chứa trong một ống mềm hoặc ống được lắp bên trong vỏ máy bơm tròn. Khi rotor quay, ống mềm sẽ bị nén bởi các con lăn được gắn với chu vi bên ngoài của nó. Lượng chất lỏng bị giữ lại trong phần ống bị nén sẽ được đẩy đi khi ống được nhả ra.

## Lịch sử

Nguyên lý hoạt động của bơm nhu động

Năm 1845, một dạng bơm nhu động đã được mô tả trên The Mechanics Magazine. Máy bơm sử dụng ống da không cần tự mở khi con lăn nhả ra, thay vào đó nó dựa vào lượng nước vào có áp suất vừa đủ để lấp đầy đầu vào mở trong mỗi chu kỳ. Năm 1855, bơm nhu động lần đầu tiên được cấp bằng sáng chế tại Hoa Kỳ cho Rufus Porter và J.D. Bradley (Bằng sáng chế Hoa Kỳ số 12753) sử dụng như một máy bơm giếng và sau đó là chp Eugene Allen vào năm 1881 (Bằng sáng chế Hoa Kỳ số 249285) dùng để truyền máu. Năm 1932, bác sĩ phẫu thuật tim, Bác sĩ Michael DeBakey đã phát triển loại máy bơm này dùng để truyền máu khi ông còn là một sinh viên y khoa và sau đó được ông sử dụng cho các hệ thống bắc cầu tim phổi.

## Nguyên lý hoạt động
Hầu hết các máy bơm nhu động hoạt động thông qua chuyển động quay. Chất lỏng được chứa bên trong một ống mềm được lắp vào trong một vỏ máy bơm hình tròn. Trong quá trình hoạt động máy bơm thực hiện ba quá trình là quá trình hút, vận chuyển và đẩy. Lưu lượng của bơm thay đổi tùy thuộc vào đường kính của ống và vận tốc quay của rotor.
- Quá trình hút: Dưới tác động của con lăn thứ nhất, ống bị nén và bịt lại. Khi này, phần ống phía sau con lăn sẽ đàn hồi trở lại trạng thái ban đầu tạo ra thể tích chân không hút thêm chất lỏng vào.[3]
- Quá trình vận chuyển: Dưới tác động của cả hai con lăn, phần chất lỏng đã được hút vào ở quá trình hút sẽ được vận chuyển để chuẩn bị cho quá trình đẩy.
- Quá trình đẩy: Phần chất lỏng đã được vận chuyển sẽ được đẩy đi dưới sức nén của con lăn thứ hai.